# Paramonga (Barranca)
Paramonga, históricamente llamada Parmunca o Parmunga, es una ciudad peruana, capital del distrito homónimo ubicado en la provincia de Barranca en el departamento de Lima. Se halla a 13 m s. n. m. Para 2015 tenía una población estimada de 32 693 habitantes. Paramonga está conformado por la conurbación de los distritos de Paramonga y Pativilca. Se encuentra a 202 km de Lima.

## Demografía
En 2017 Paramonga tenía una población de 18 490 habitantes.
| Gráfica de evolución demográfica de Paramonga entre 1993 y 2017 |
|                                                                 |
| Fuentes: Población 1993 y 2017                                  |

## Clima
| Parámetros climáticos promedio de Paramonga (territorios entre 0 - 500 m s. n. m.). | Parámetros climáticos promedio de Paramonga (territorios entre 0 - 500 m s. n. m.). | Parámetros climáticos promedio de Paramonga (territorios entre 0 - 500 m s. n. m.). | Parámetros climáticos promedio de Paramonga (territorios entre 0 - 500 m s. n. m.). | Parámetros climáticos promedio de Paramonga (territorios entre 0 - 500 m s. n. m.). | Parámetros climáticos promedio de Paramonga (territorios entre 0 - 500 m s. n. m.). | Parámetros climáticos promedio de Paramonga (territorios entre 0 - 500 m s. n. m.). | Parámetros climáticos promedio de Paramonga (territorios entre 0 - 500 m s. n. m.). | Parámetros climáticos promedio de Paramonga (territorios entre 0 - 500 m s. n. m.). | Parámetros climáticos promedio de Paramonga (territorios entre 0 - 500 m s. n. m.). | Parámetros climáticos promedio de Paramonga (territorios entre 0 - 500 m s. n. m.). | Parámetros climáticos promedio de Paramonga (territorios entre 0 - 500 m s. n. m.). | Parámetros climáticos promedio de Paramonga (territorios entre 0 - 500 m s. n. m.). | Parámetros climáticos promedio de Paramonga (territorios entre 0 - 500 m s. n. m.). |
| Mes                                                                                 | Ene.                                                                                | Feb.                                                                                | Mar.                                                                                | Abr.                                                                                | May.                                                                                | Jun.                                                                                | Jul.                                                                                | Ago.                                                                                | Sep.                                                                                | Oct.                                                                                | Nov.                                                                                | Dic.                                                                                | Anual                                                                               |
| ----------------------------------------------------------------------------------- | ----------------------------------------------------------------------------------- | ----------------------------------------------------------------------------------- | ----------------------------------------------------------------------------------- | ----------------------------------------------------------------------------------- | ----------------------------------------------------------------------------------- | ----------------------------------------------------------------------------------- | ----------------------------------------------------------------------------------- | ----------------------------------------------------------------------------------- | ----------------------------------------------------------------------------------- | ----------------------------------------------------------------------------------- | ----------------------------------------------------------------------------------- | ----------------------------------------------------------------------------------- | ----------------------------------------------------------------------------------- |
| Temp. máx. media (°C)                                                               | 25.7                                                                                | 26.5                                                                                | 26.2                                                                                | 24.7                                                                                | 22.4                                                                                | 21.1                                                                                | 20.5                                                                                | 19.9                                                                                | 20.1                                                                                | 20.9                                                                                | 22.3                                                                                | 24.2                                                                                | 22.9                                                                                |
| Temp. media (°C)                                                                    | 21.4                                                                                | 22.1                                                                                | 21.8                                                                                | 20.4                                                                                | 18.5                                                                                | 17.4                                                                                | 16.8                                                                                | 16.3                                                                                | 16.4                                                                                | 16.9                                                                                | 18.1                                                                                | 19.6                                                                                | 18.8                                                                                |
| Temp. mín. media (°C)                                                               | 17.1                                                                                | 17.8                                                                                | 17.5                                                                                | 16.2                                                                                | 14.6                                                                                | 13.7                                                                                | 13.2                                                                                | 12.7                                                                                | 12.7                                                                                | 13                                                                                  | 14                                                                                  | 15.1                                                                                | 14.8                                                                                |
| Fuente: climate-data.org                                                            |                                                                                     |                                                                                     |                                                                                     |                                                                                     |                                                                                     |                                                                                     |                                                                                     |                                                                                     |                                                                                     |                                                                                     |                                                                                     |                                                                                     |                                                                                     |

## Lugares de interés
- Fortaleza de Paramonga[6]
- Fortaleza sitio Arqueológico El Porvenir[7]
- Casa de Huéspedes[8]

## Cultura
- Evento Cultural Vichama Raymi de Paramonga[9]

## Galería

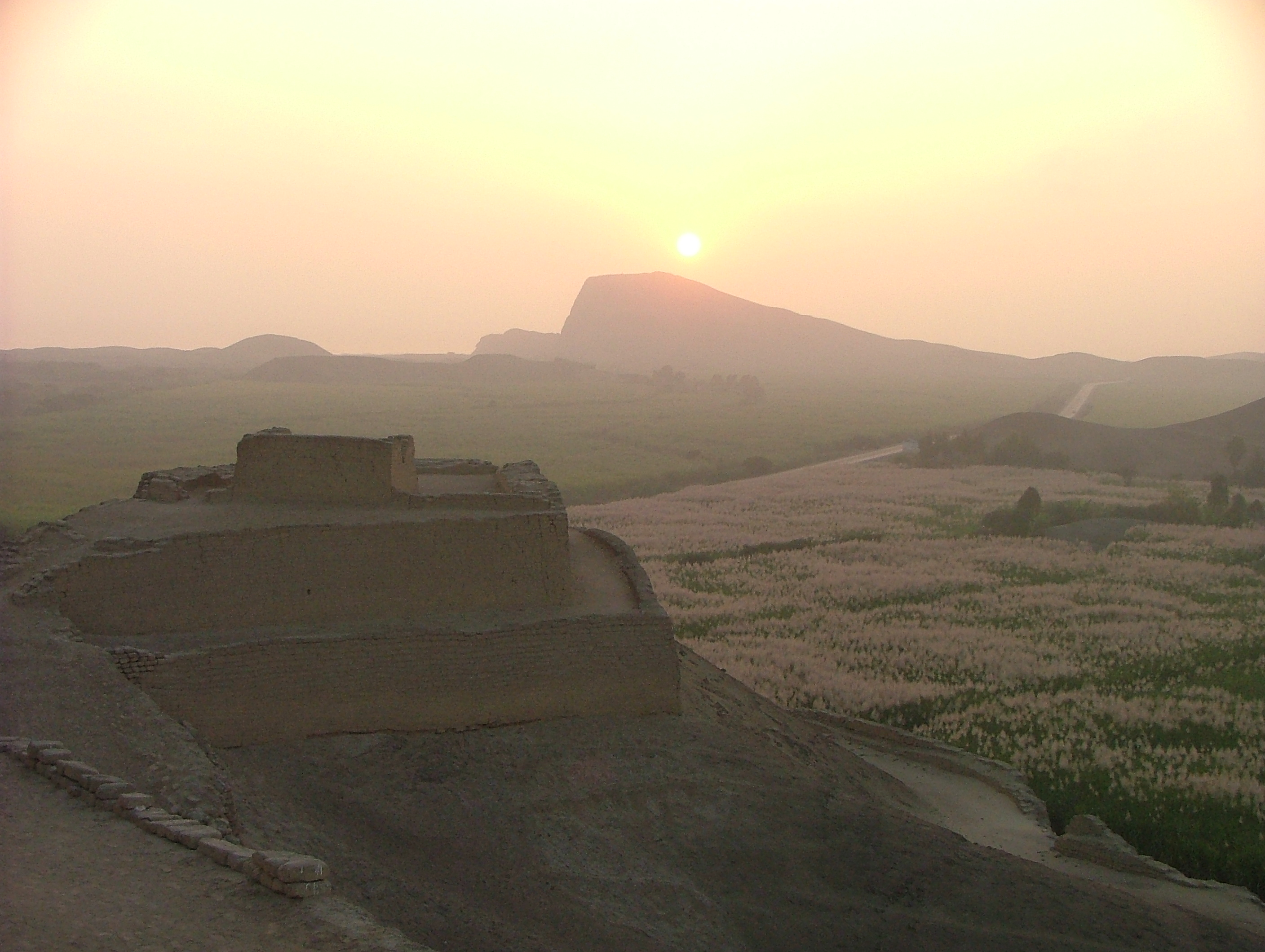
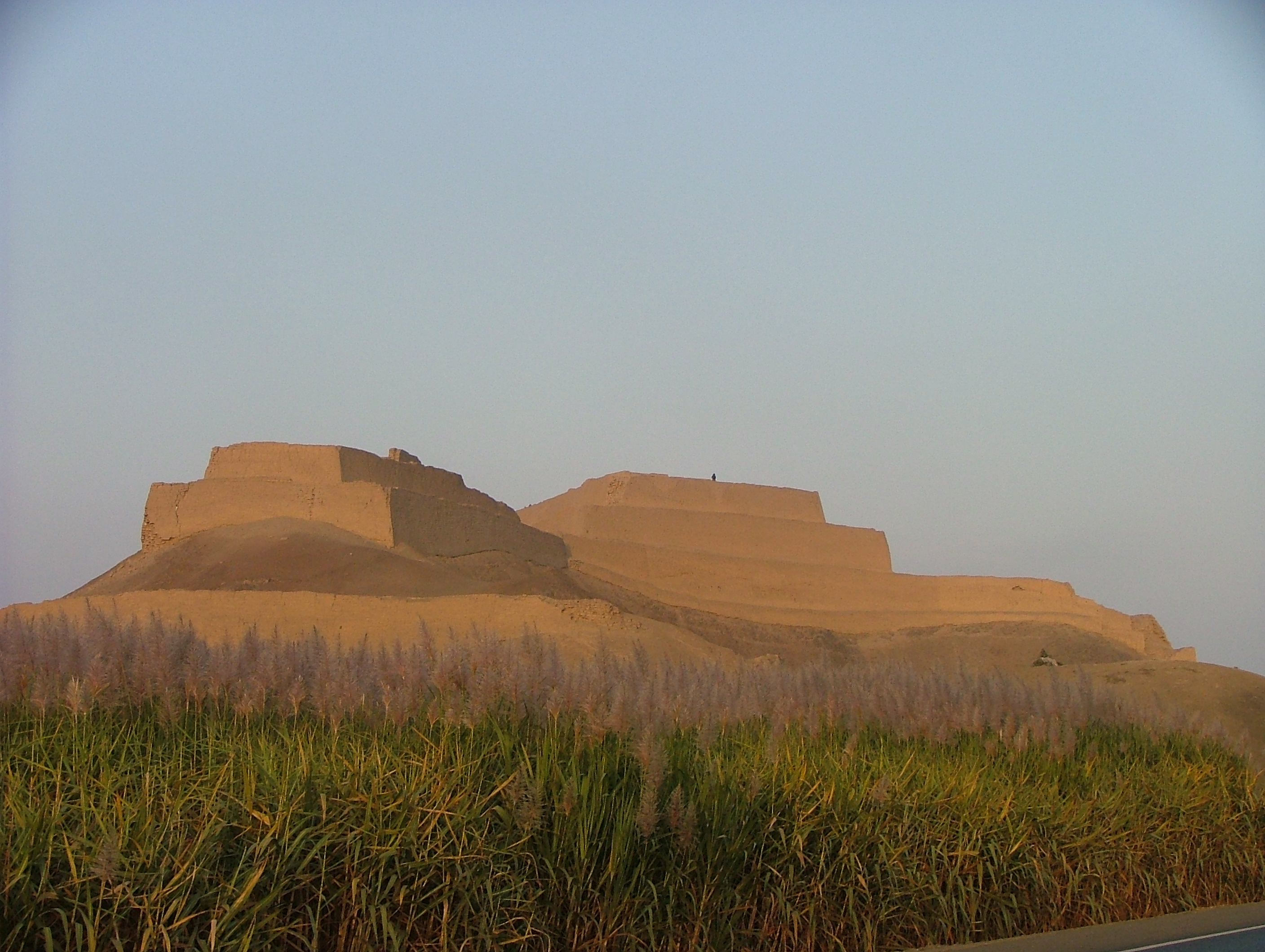